# 质量调整寿命年
生活品質調整後存活年數（英語：Quality-adjusted life years, QALYs）是一种调整的期望寿命，用于评价和比较健康干预。 由于健康损害、伤残和（或）出生缺陷等原因造成的慢性疾病可以通过健康调查，医院出院纪录等资料进行评价。在实际应用时，反映剩余伤残严重性的权重可以通过患者或职业医师的判断来确定。
如果健康的生活了一年则记为1; 如果死亡则记为0; 如果是伤残则根据适当的标准记为0~1之间的数字。
按照“时间折算法”（time-trade-off）定义，假设某个患者可以以现在有疾病的状态生存10年，但愿意选择换成完全健康地生存8年，则该患者今后10年将被认为是8个生活品質調整後存活年數。。